# Hermodice sanguinea
Hermodice sanguinea är en ringmaskart som först beskrevs av Schmarda 1861.  Hermodice sanguinea ingår i släktet Hermodice och familjen Amphinomidae. Inga underarter finns listade i Catalogue of Life.